# Spreuerbrücke
Le Spreuerbrücke est un pont couvert en bois de la ville de Lucerne (Suisse) datant de 1408. 
Il est nommé aussi « Pont de la Danse des Morts » par ses 67 panneaux de Kaspar Meglinger (1626-1635) qui en font partie intégrante.

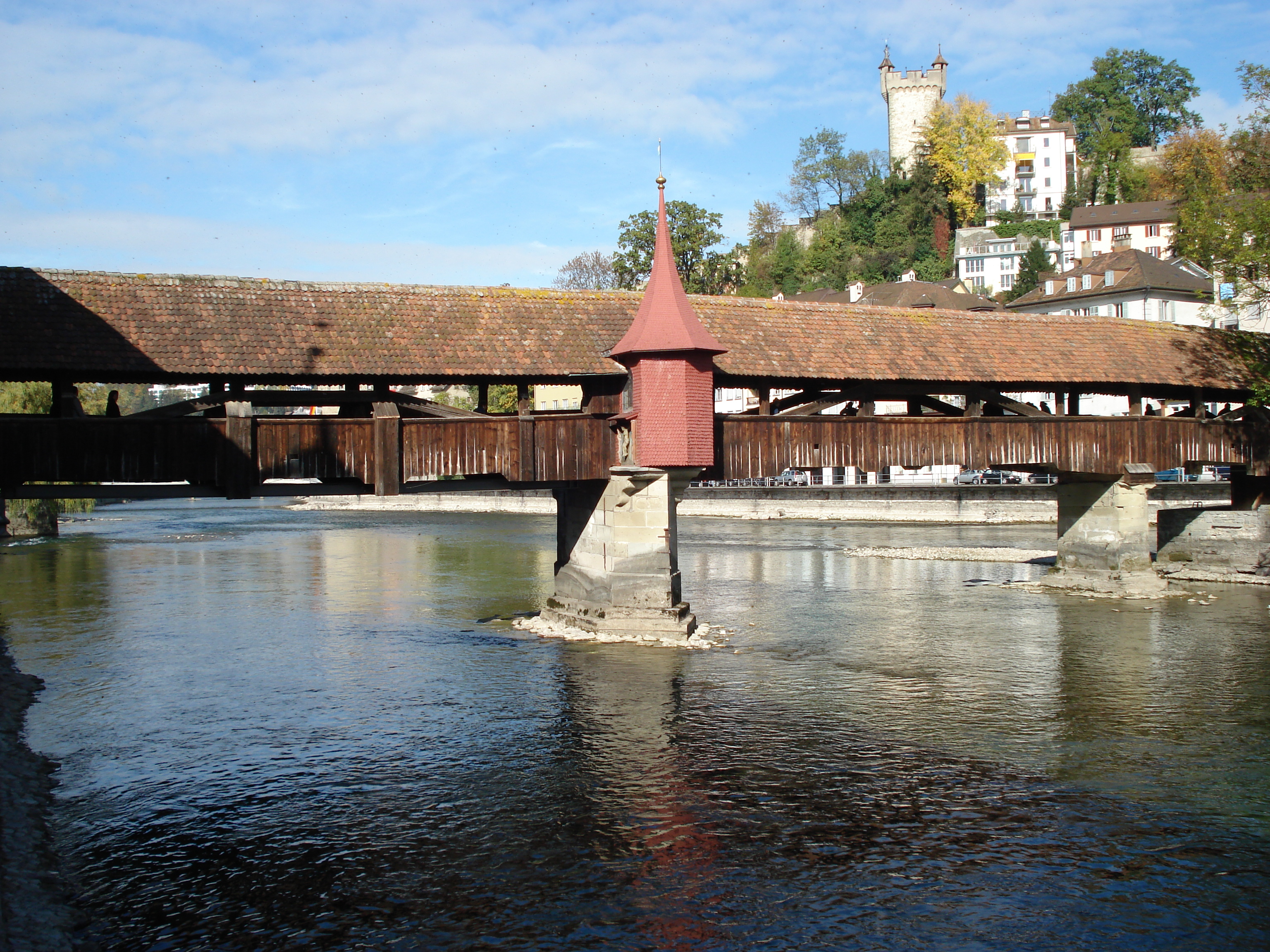
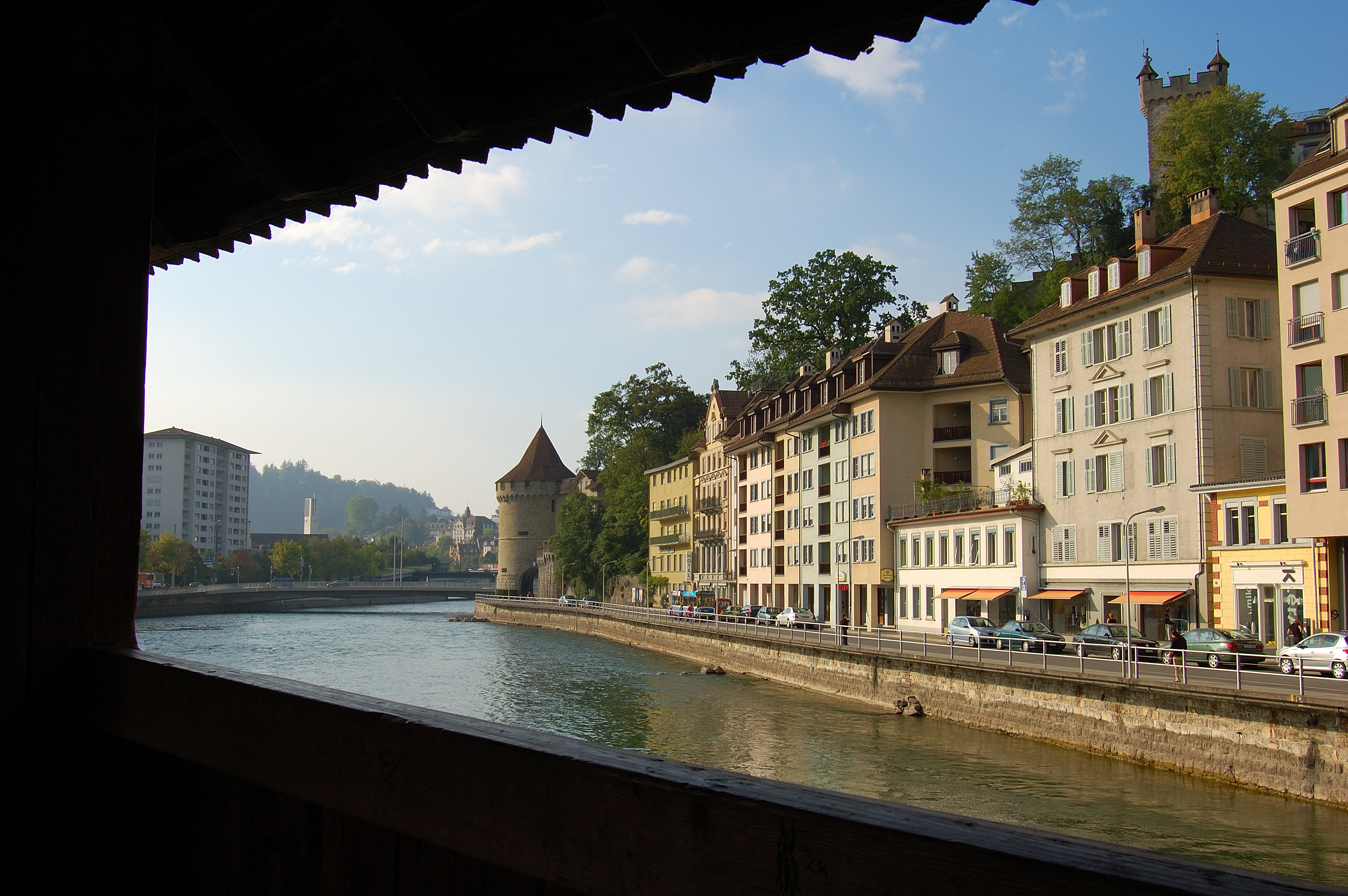